# Pruimwitvlakbladroller
De pruimwitvlakbladroller (Hedya pruniana) is een vlinder uit de familie bladrollers (Tortricidae). De wetenschappelijke naam is gepubliceerd in 1799 door Hübner.
De soort komt voor in Europa.

## Habitat
De rupsen ontwikkelen zich van juli/augustus tot april/mei van het volgende jaar tussen scheuten en gesponnen bladeren van de waardplant, waar ze overwinteren. De rupsen leven polyfaag op onder meer sleedoorn (Prunus spinosa), meidoorns (Crataegus), rozen (Rosa), lijsterbes (Sorbus), hazelaar (Corylus avellana) en fruitbomen, waaraan ze vaak schade veroorzaken. De vlinders zijn te zien van mei tot in augustus.